# Taquara
Taquara és un barri de la regió de Jacarepaguá, en la Zona Oest del municipi de Rio de Janeiro, al Brasil. Habitat per poblacions indígenes fins al segle xvi, el seu poblament d'origen europeu va començar a finals del Segle XVIII amb la creació de granges, però la seva urbanització va començar efectivament els anys 1970, fins que el 1993 ser oficialment separat de Jacarepaguá com un barri autònom de classe mitjana i classe mitjana alta.
Té actualment 102 mil habitants escampats en una superfície de 13 quilòmetres quadrats que es divideixen en els sub-barris Colònmia, Distrito Industrial, Rio Grande, Jardim Boiúna, Largo da Taquara i Pau da Fome. El seu índex de desenvolupament humà (IDH), l'any 2000, era de 0,876, el 36 millor del municipi de Rio, entre 126 barris avaluats, sent considerat alt.
Entre les seves principals qualitats, està l'àrea verda al llarg del barri, així com ser un veïnat tranquil·la i seu relleu, envoltat per muntanyes. Això es deu a la presència del Parque Estadual da Pedra Blanca, que queda a prop. Com a punts negatius, el principal és el tràfic caótic de l'Avinguda Nélson Cardoso i de la Carretera dels Bandeirantes (centre del barri).
La regió de Taquara va ser una àrea de guerra entre dues tribus indígenes el segle XV. Per tant, després de l'arribada de l'Imperi, aquests indígenes van ser morts i esclavitzats per a treballar en les grans plantacions de raïm imperial, les quals eren curosament plantades per a ser transformades en un vi, el favorit de Dom Pedro.

## Història
El nom del barri prové d'una espècie de bambú utilitzat per a fabricar cistells, abans existent en gran quantitat en la regió, on va ser aixecada la seu de la Hisenda de Taquara, el 1757, propietat de la família del Baró de Taquara, existent fins avui. Té una important quantitat d'immigrants portuguesos, que es van instal·lar en la regió des de l'època de l'imperi de Brasil, implantant, llavors, els primers establiments comercials del local.

## Localització
Es localitza en la regió geogràfica de la Baixada de Jacarepaguá, i limita amb Jacarepaguá, Curicica, Cidade de Deus, Regateja, Tanque, Jardim Sulacap i Realengo.

## Valor immobiliàri
Dels 39 barris de la Zona Oest de Rio de Janeiro, Taquara té el novè Metre quadrat més valorat, segons un estudi del Centro de Pesquisa e Análise da Informação (Cepai), do Sindicato da Habitação do Rio (Secovi-Rio). Queda endarrere només de Joá, Barra da Tijuca, Recreio dos Bandeirantes, Jacarepaguá, Vargem Pequena, Freguesia de Jacarepaguá, Itanhangá i Vargem Grande.